# Meristomeringina combinata
Meristomeringina combinata är en tvåvingeart som först beskrevs av Lindner 1958.  Meristomeringina combinata ingår i släktet Meristomeringina och familjen vapenflugor.
Artens utbredningsområde är Zimbabwe. Inga underarter finns listade i Catalogue of Life.